# Il mondo alla fine del mondo
Il mondo alla fine del mondo (Mundo del fin del mundo) è un romanzo di Luis Sepúlveda del 1989.

## Trama
Il protagonista è ad Amburgo, in un'agenzia giornalistica collegata con Greenpeace, quando un fax lo avvisa che la nave giapponese, la Nishin maru, comandata dal capitano Tanifuji, ha riportato notevoli danni e si trova in acque magellaniche. Alcuni membri dell'equipaggio sono scomparsi e altri sono feriti. L'uomo, esule cileno, torna nel suo paese d'origine e scoprirà che la nave pratica caccia alle balene illegalmente, e per questo decide di fermarla. Una giovane attivista di Greenpeace e il capitano Nilsen lo aiuteranno in questa impresa.